# Čardak de village à Slatina
Le čardak de village à Slatina (en serbe cyrillique : Сеоски чардак у Слатини ; en serbe latin : Seoski čardak u Slatini) se trouve à Slatina, sur le territoire de la Ville de Čačak et dans le district de Moravica, en Serbie. Il est inscrit sur la liste des monuments culturels protégés de la république de Serbie (identifiant no SK 1664),,,.

## Présentation
Le čardak (tchardak) a été construit à la fin du XIXe siècle, à l'emplacement d'un čardak édifié en 1833. Il est situé au centre du village, dans un enclos avec des chênes centenaires et des pâturages ; cet enclos est surnommé le « parvis ».
Le tchardak a été construit en bois et se présente comme un petit bâtiment à demi-fermé, avec deux entrées opposées et un toit bas recouvert de tuiles. À l'intérieur, le long des murs, se trouvent des bancs permettant de s'asseoir. Le tchardak est la propriété commune de tous les habitants ; situé à proximité immédiate d'un zapis (arbre sacré entaillé d'une inscription), il servait de sobrašica (bâtiment de rassemblement) pour la fête de Spasovdan (fête de l'Ascension) ainsi que de lieu de culte, car le village ne possédait pas d'église ; il servait aussi de lieu pour les réunions civiles.
Le tchardak de Slatina est l'un des rares bâtiments de ce type en Serbie occidentale ; il témoigne de la vie sociale et religieuse dans un village au XIXe siècle.

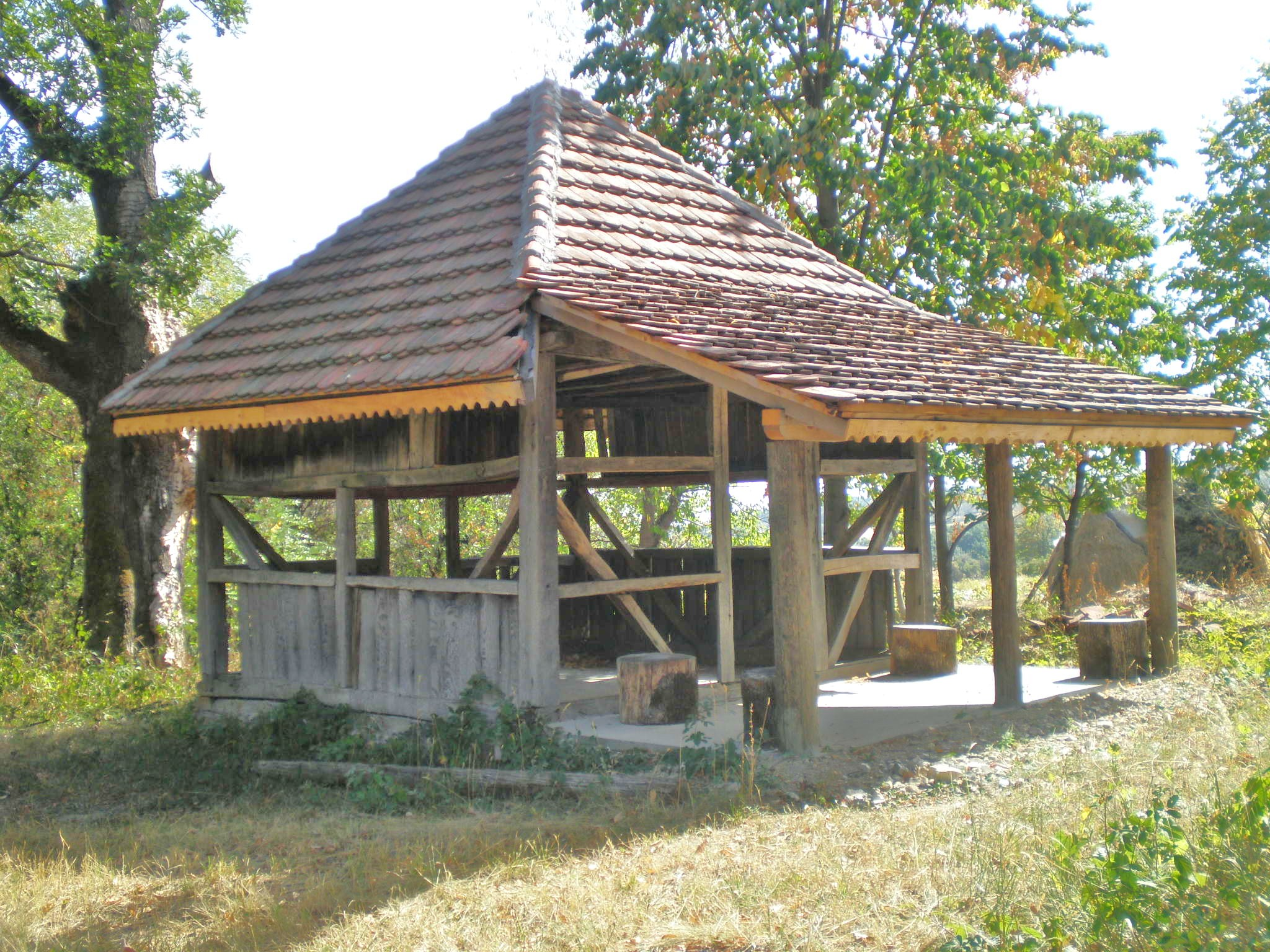
Autre vue du čardak.